# Plató de Tívoli
Plató de Tívoli o Plato Tiburtinus va ser un traductor d'obres matemàtiques i astronòmiques del segle xii, presumiblement italià. L'únic que es coneix de la seva vida és que va arribar a Barcelona l'any 1134 i s'hi va estar, com a mínim, fins al 1145. Tota la seva producció traductora data d'aquesta època, en què va col·laborar amb el matemàtic i astrònom hebreu Savasorda (Abraham bar Hiyya).

## Traduccions[2]
Les obres que indubtablement va traduir al llatí (amb la col·laboració de Savasorda o sense) són:
- El Hibbur ha-meshihah we-ha-tish-boret (Tractat sobre mesures i càlculs) de Savasorda, traduït de l'hebreu al llatí amb el títol de Liber embadorum. Se'n conserven almenys cinc manuscrits. Es considera que aquesta traducció va exercir notable influència en la Practica geometriae de Fibonacci.[3]
- El Zij (Taula Astronòmica) d'Al-Battaní, traduït de l'àrab al llatí amb el títol de De Motu Stelarum. Se'n conserven deu manuscrits i dues edicions del segle xvi.
- L'Esfèrica de Teodosi de Bitínia, traduïda des d'una versió àrab probablement de Hunayn ibn Ishaq. Se'n conserven onze manuscrits i quatre edicions antigues.
- El Kitàb al-amal bi-l-asturlab (Descripció i ús de l'astrolabi) de Ibn al-Safar, traduït de l'àrab al llatí amb el títol de De usu astrolabii. Se'n conserven tres manuscrits.[4]

Altres traduccions que també se li atribueixen són:
- El In quadratum circuli d'Arquimedes.
- El Quatripartitum de Ptolemeu.
- El Iudicia Almasoris de (o dedicat a) un tal Al-Mansur.
- El De electionibus horarum de Ibn al-Imraní.
- El De nativitatibus d'Alí al-Khayyat.
- El De revolutionibus nativitatum d'Albubather (Abu Bakr al-Hassan).
- El Liber Arenalis scientiae d'Alfakaní.
- El De pulsibus et urinis probablement de Hunayn ibn Ishaq.